# Fanfare for the New Atlantis
Fanfare for the New Atlantis is een compositie van Alan Hovhaness voor koperblaasinstrumenten, strijkinstrumenten en percussie.
Hovhaness was voor 20e-eeuwse componist romantisch en optimistisch. Daar past het beeld van Atlantis uitstekend bij. Toch is dit werk slechts deels door dat Atlantis geïnspireerd. Hovhaness was naast een liefhebber van Atlantis, ook een liefhebber van de literatuur van Francis Bacon. Zijn werk "The New Atlantis" vormde de basis voor deze compositie.
Het werk heeft waarschijnlijk tot 2008 geen uitvoering gehad, zelfs zijn vrouw, thans uitgever van zijn muziek, wist niets van het werk, behalve dat het voltooid werd op 2 februari 1975. De gedragen muziek, vaak extreem legato-gespeelde muziek, van Hovhaness leent zich uitstekend voor het langzaam zichtbaar maken van een beeltenis. Hier is dat niet anders. Na een inleiding door de fanfare wordt de muziek steeds breder en zwelt aan, New Atlantis komt in zicht.

## Samenstelling ensemble
- 4x hoorn, 4x trompet, 3x trombone 1x tuba
- viool, altviool, cello, contrabas
- pauk, buisklokken, tamtam

## Opusnummer
Doordat het werk waarschijnlijk nooit is uitgevoerd is er verwarring ontstaan over het opusnummer; opus 281 is ook toebedeeld aan Psalm voor Sint Alban.

## Bron en discografie
- Uitgave Naxos: Royal Scottish National Orchestra o.l.v. Stewart Robinson.